# Parafia Trójcy Świętej w Koszęcinie
Parafia Trójcy Świętej w Koszęcinie należy do diecezji gliwickiej (dekanat Woźniki).

## Kościoły na terenie parafii
- Kościół Świętej Trójcy w Koszęcinie – kościół parafialny

## Msze święte
- niedziele i święta: 7:30, 9:30, 16:00
- dni powszednie: pn., śr. – 7:00, wt., pt. – 18:00, czw., sb. – 16:30

## Miejscowości i ulice należące do parafii
- Prądy
- Koszęcin – ulice: Batorego, Bema, Cegielniana, Chopina, Ks. Damrota, Dębowa, Dworcowa, Jodłowa, Kochanowskiego, Kolejowa, Krótka, Mańki, Mickiewicza, Nowa, Opiełki, Piaskowa, Poprzeczna, Przemysłowa, Słowackiego, Sportowa, Świętej Trójcy, Wolności, Zielona

## Księża w parafii
- ks. Antoni Ryguła, rektor (1967–1977), proboszcz (1977–2002)
- ks. Jan Matla, administrator (2002), proboszcz (2002–2011)
- ks. Krzysztof Rzeźniczek, proboszcz (od 2011)